# Мадагаскар на Паралимпийских играх
Мадагаскар на Паралимпийских играх впервые принял участие в 2000 году на летних Играх в Сиднее (не участвовали в Играх 2004 года). На зимних Играх делегация Мадагаскара участия пока не принимала. Медалей на Играх спортсмены Мадагаскара пока не завоевали.